# Michele Padovano
Michele Padovano (né le 28 août 1966 à Turin dans le Piémont) est un footballeur italien, qui évoluait au poste d'avant-centre.

## Biographie

### Carrière de joueur
Michele Padovano, surnommé Harley Davidson, est surtout connu pour son passage à la Juventus qui lui valut une sélection en équipe nationale d'Italie. 
Il joua également en France, deux saisons au FC Metz, où il fut longuement blessé.

### Vie personnelle
En décembre 2011, Padovano est condamné à 8 années de prison pour association de malfaiteurs ainsi que trafic de drogue, coupable d'avoir participé à un trafic européen de haschich. Le 31 janvier 2022, il est innocenté.

## Palmarès
Juventus
- Champion d'Italie en 1997
- Vainqueur de la Ligue des Champions en 1996
- Vainqueur de la Coupe intercontinentale en 1996
- Vainqueur de la Supercoupe d'Italie en 1995 et 1997
- Vainqueur de la Supercoupe de l'UEFA en 1996

 Cosenza
- Champion de Serie C1 en 1988